# Van Cauwelaertsluis
De Van Cauwelaertsluis is een zeesluis in de haven van Antwerpen. De sluis is 270 meter lang en 35 meter breed en heeft TAW-diepte van 9,83 meter.
Op 13 augustus 1928 werd de sluis, toen "Kruisschanssluis" geheten, plechtig in gebruik genomen. De bouw van de sluis was een van Belgiës eerste openbare werken. Het schip m/s "Albertville" met het vorstenpaar koning Albert I en koningin Elisabeth van België aan boord, voer toen als eerste schip de sluis binnen. De sluis werd op 10 augustus 1962 hernoemd tot "Van Cauwelaertsluis", naar Frans Van Cauwelaert, die tussen 1921 en 1932 burgemeester was van de stad Antwerpen en die als havenschepen zorgde voor een uitbreiding van de haven in noordelijke richting.
De brug aan de rivierkant is de Van Cauwelaertbrug en de dokkantbrug is de Kruisschansbrug. De VHF-werkkanalen voor de complexsluizen zijn 71 voor de binnenvaart. Andere werkkanalen 8 voor aankomende zeeschepen met loods. Kanaal 22 (Secotr Donk) blijft voor de dokken, en doorvaart van de dokken &  Kanaaldok B1. De Royerssluis kon maar één of twee zeeschepen tegelijk versassen, en die mochten niet al te groot zijn.
In de loop der tijden werden de schepen dan ook groter, met méér tonnenmaat en laadcapaciteit. Dat de Van Cauwelaertsluis erbij kwam, was toen een zege voor de stad Antwerpen. Tijdens de oorlog is ze praktisch ongehavend gebleven, ondanks dat de Duitsers pogingen deden met hun V-1 en V-2 tussen 7 oktober 1944 en 30 maart 1945, om de haven met hun "vliegende bommen" te raken. Uiteindelijk kregen de stad en zijn randgemeenten het zwaarder te verduren.
Vanaf 2000 is de Van Cauwelaertsluis uitsluitend voor binnenvaart bedoeld. Alleen als er andere sluizen buiten dienst zijn, wordt de sluis ook voor zeevaart in bedrijf gezet.
De THV Roegiers-Depret-VBSC-Egemin heeft de opdracht gekregen om de sluis te renoveren.
Op 7 december 2009 werd de sluis voor 13 maanden gesloten, zowel voor scheepvaart als wegverkeer. De 80 jaar oude sluis is dringend aan renovatie toe. Zo komen er nieuwe deuren, met geleidingsrails op de bodem. Het scheepvaartverkeer wordt omgeleid langs de Boudewijnsluis.
Berendrechtsluis · Bonapartesluis · Boudewijnsluis · Kieldrechtsluis · Kallosluis · Kattendijksluis ·  Royerssluis · Van Cauwelaertsluis · Zandvlietsluis · Zuidersluis